# 瓦鲁瓦和谢尼奥
瓦鲁瓦和谢尼奥（法語：Varois-et-Chaignot，法語發音：[vaʁwa e ʃɛɲo]）是法国科多尔省的一个市镇，位于该省东部，属于第戎区。

## 地理
瓦鲁瓦和谢尼奥（47°21'3"N, 5°7'50"E）面积10.1 平方千米，位于法国勃艮第-弗朗什-孔泰大區科多尔省，该省份为法国中东部省份，北起奥布省，西接涅夫勒省和约讷省，南至索恩-卢瓦尔省，东南接汝拉省，东临上索恩省，东北部与上马恩省接壤。
与瓦鲁瓦和谢尼奥接壤的市镇（或旧市镇、城区）包括：圣于连、克蒂尼、库泰尔农、布勒蒂尼、奥尔热、吕费莱塞希雷、圣阿波利奈尔。

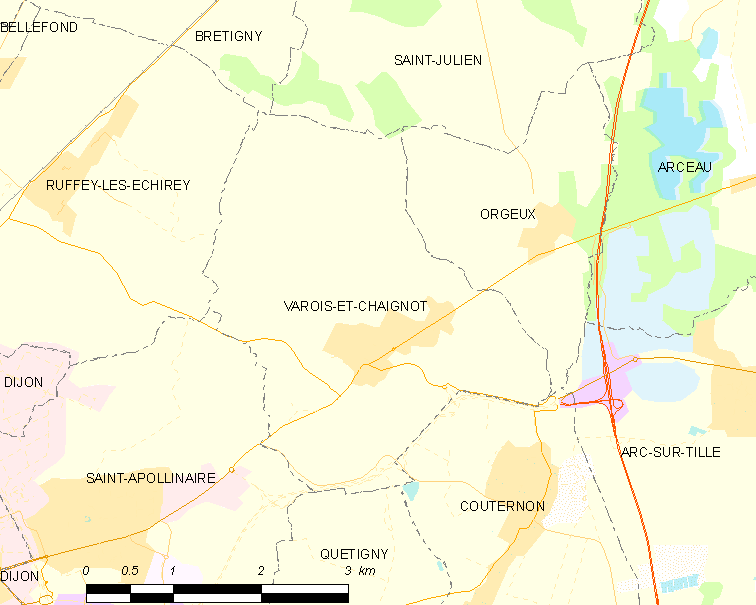
瓦鲁瓦和谢尼奥的OSM定位图

瓦鲁瓦和谢尼奥的时区为UTC+01:00、UTC+02:00（夏令时）。

## 行政
瓦鲁瓦和谢尼奥的邮政编码为21490，INSEE市镇编码为21657。

## 政治
瓦鲁瓦和谢尼奥所属的省级选区为圣阿波利奈尔县。

## 人口

1962-2008年间瓦鲁瓦和谢尼奥人口变化图示

瓦鲁瓦和谢尼奥于2022年1月1日时的人口数量为2068人。